# Калдаяков, Шамши
Шамши (Жамшид) Калдая́кулы (Анапияулы) (каз. Шәмші Қалдаяқұлы; 15 августа 1930, совхоз «Тимур», Туркестанский район, Сыр-Дарьинский округ, Казакская АССР, РСФСР, СССР — 29 февраля 1992, Алма-Ата, Казахстан) — казахский, советский композитор, Герой Труда Казахстана (2022, посмертно), Народный артист Казахстана (1991), «король казахского вальса». В 1956 году написал песню Менің Қазақстаным («Мой Казахстан»), которая впоследствии стала современным гимном Казахстана.

## Биография
Шамши Калдаяков родился в семье крестьянина в Казахской АССР. С детства проявлял интерес к музыке, научившись играть на домбре и баяне. В 1950-х годах поступил в Казахскую национальную консерваторию, где изучал композицию.

## Творчество
Калдаяков является автором множества популярных песен, включая «Қайдасың», «Ақ бантик», «Арыс жағасында» и «Сарыжайлау». Его произведения проникнуты национальным колоритом и любовью к родной земле, что принесло ему широкую известность.

## Признание
За вклад в развитие казахской музыки Калдаяков был удостоен множества наград. В 1991 году получил звание Народный артист Казахстана, а в 2022 году, посмертно, был награждён званием Герой Труда Казахстана. В его честь названы улицы в ряде городов Казахстана, а также установлен памятник в Шымкенте.

## Память
В 2010 году в честь композитора была выпущена почтовая марка Казахстана.
В Шымкенте открыт музей Шамши Калдаякова.
В 2022 году его имя было присвоено одной из центральных площадей в Алматы.

## Биография

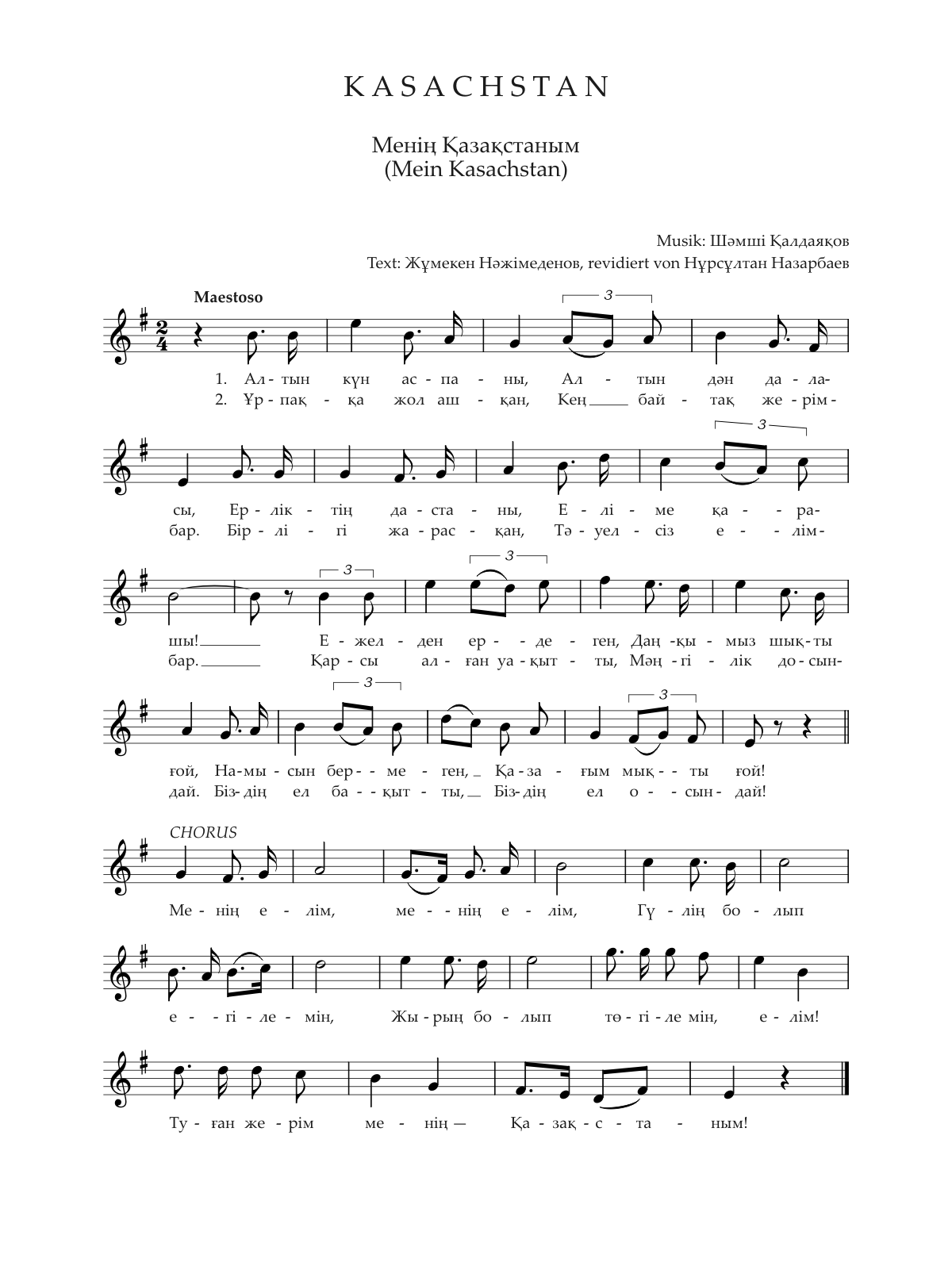
Гимн Казахстана

Родился 15 августа 1930 года в совхозе «Тимур» Туркестанского района Сыр-Дарьинского округа Казакской АССР. При рождении ему дали имя Жамшид, но называли (с ласканием) Шамши, так и записали потом в документах. Его первоначальная фамилия и его семьи был Домбаев. Происходит из рода жагалбайлы Младшего жуза. Отец Шамши Калдыаяк (настоящая имя Анапия, Калдыаяком прозвали за то, что у него в ноге была родинка) был по профессии кузнецом, а в свободное время играл на домбре и кобызе, а также сочинял стихи и музыку. Мать будущего композитора Сакыпжамал обладала музыкальным слухом и голосом и пела. Умерла в 1961 году. Ей Шамши посвятил  одну из своих легендарных песен "Ана туралы жыр" ("Баллада о матери"). С раннего детства проявлял способности, играл на мандолине, в юношеские годы начал сочинять первые песни.
В годы войны работал на тракторе, потом поступил в Капланбекский зооветеринарный техникум в Сарыагаше. По окончании техникума в 1950 году, был направлен работать зоотехником в Актюбинскую область.
Воинскую службу проходил на Сахалине, вернулся из армии в звании младшего лейтенанта. В 1955 году поступил в Ташкентское музыкальное училище на факультет теории музыки, но не окончил его. Перебрался в Алма-Ату и в 1956 году поступил в консерваторию (класс композиции профессора В. В. Великанова).
В том году началась кампания по освоению целинных земель Казахстана и возможной передаче северных районов республики в состав РСФСР. 26-летний Калдаяков написал свою первую нашумевшую патриотическую песню «Менің Қазақстаным» (Мой Казахстан) на слова 21-летнего поэта Жумекена Нажимеденова (1935—1983), которую иногда, против воли авторов, объявляли «Маршем целинников». Песню в исполнении Жамал Омаровой часто крутили по радио, она стала необычайно популярной в республике.

## Творчество
Автор многих лирических песен «Ақ сұңқарым» (Белый сокол мой), «Қара көз» (Черные очи), «Қайықта» (В лодке), «Ақ бантик», «Ақ маңдайлым». В творческом багаже композитора — 55 песен. Каждая песня имеет свою историю: «Қыз сағынышы» посвящена Майре Аймановой, тогда молодой жене Асанали Ашимова, «Тамды аруы» (Красавица из Тамды) на слова Кадыра Мырзалиева — казахам в Узбекистане, многие песни «Ақ ерке — Ақ жайық», «Сыр сұлуы» (Красавица Сырдарьи), «Арыс жағасында» (На берегу Арыси), «Арайлым ақ Келес» — родились после поездок по стране.
Многие его песни были популярны: «Қуаныш вальсі» (Вальс радости), «Қайдасын» (Где же ты), «Бақыт құшағында» (В объятиях счастья). Сочетание вальсовых мотивов и степных песен-сказаний нравилось слушателям, однако именно за это он был отчислен в 1959 году из консерватории с формулировкой «за неправильную гармонию». Он вновь восстанавливался, но так и не окончил консерваторию, хотя в перерывах между изгнаниями Шамши успел окончить два курса факультета журналистики КазГУ.
Песни композитора исполняли практически все певцы Казахстана от мэтра 50-х Ришата Абдуллина до современной молодёжи, и, конечно, распевал весь народ. Но самый народный композитор страны так и не стал членом Союза композиторов. Москва трижды не утверждала его на звание члена Союза композиторов Казахстана, так как одним из условий было консерваторское образование. Это звание Шамши дали только после смерти — уже в годы независимости. И звание народного артиста республики ему присвоили за два месяца до кончины, узнав о его тяжелой болезни.

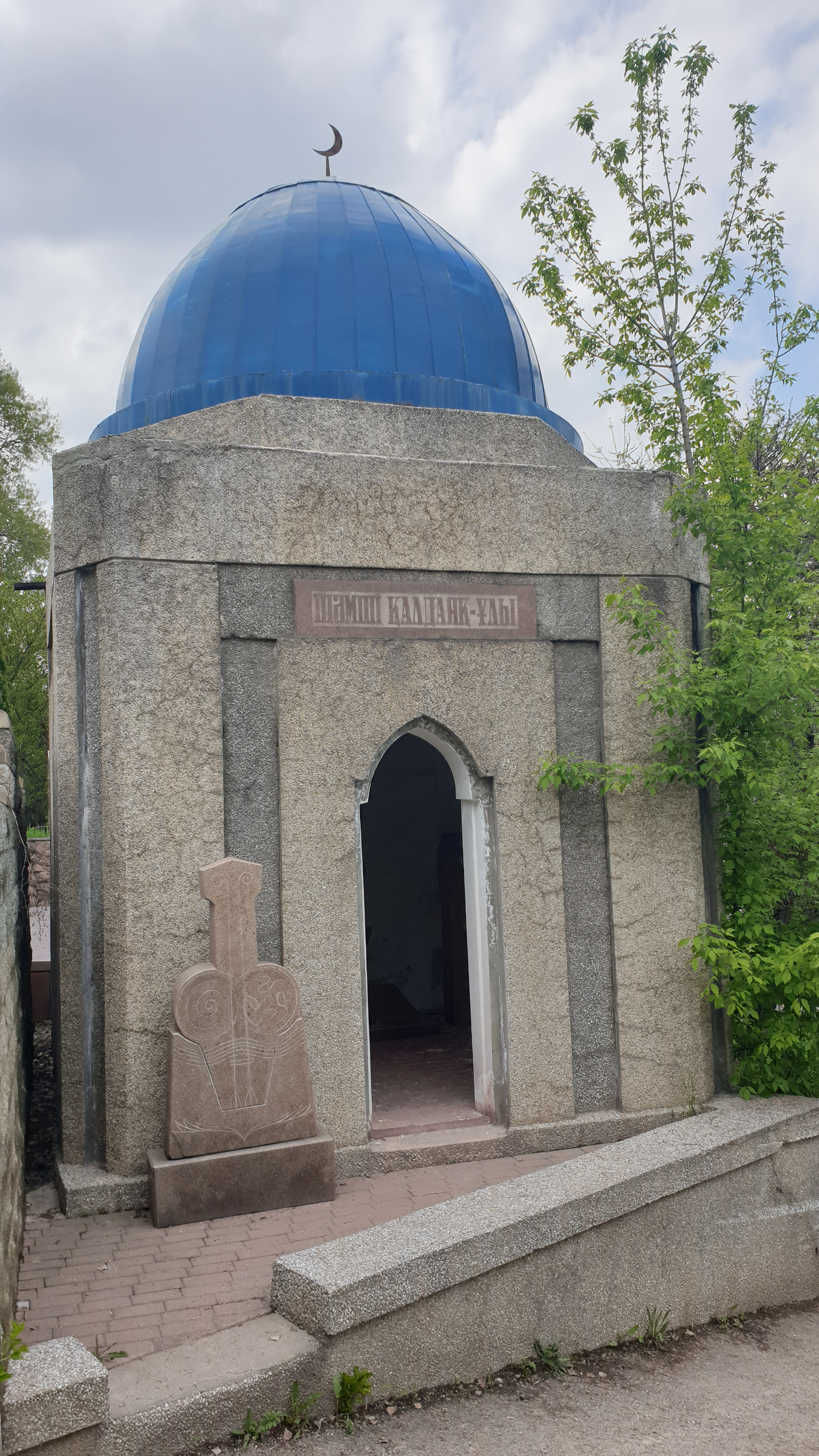
Мавзолей Шамши Калдаякулы в Кенсайском кладбище Алматы

Скончался 29 февраля 1992 года, похоронен на Кенсайском кладбище Алма-Аты.

## Награды и звания
- 1965 — лауреат премии Ленинского комсомола Казахстана;
- 1980 — почётное звание «Заслуженный работник культуры Казахской ССР»;
- 1991 (20 декабря) — почётное звание «Народный артист Республики Казахстан»;[7]
- 2010 — лауреат Государственной премии в области литературы и искусства Республики Казахстан за 2010 год за сборник песен «Бакыт кушагында» (посмертно)[8];
- 2022 (14 июня) — звание «Герой Труда Казахстана» с вручением ордена «Отан» — за выдающиеся заслуги в развитии музыкального искусства казахского народа (посмертно)[9].

## Дискография
2005 — Шамшы Калдаяков. «Сборник знаменитых песен».
2006 — «Менiң Қазақстаным» (2 CD).

## Память

Памятник Шамши Калдаякову в Алма-Ате

- С 1992 года ежегодно проводится республиканский конкурс-фестиваль имени Шамши Калдаякова, который теперь стал Международным фестивалем песен имени Шамши Калдаякова «Менің Қазақстаным»[10].
- Именем Калдаякова названы улицы: в городах Алматы (бывшая «8 марта»), Актобе, Шымкент и Астана.
- В 2006 году ему был установлен памятник на родине в Шымкенте на улице его имени[11].
- В 2010 году к 80-летнему юбилею Ш. Калдаякова в центре Шымкента построили целый комплекс «Мир Шамши». В центре — новый памятник композитору.
- Именем Шамши Калдаякова названо село Шамши Калдаяков в Каргалинском районе Актюбинской области (до 2007 года Александровка).
- Именем Калдаякова названы Южно-казахстанская областная филармония им. Шамши Калдаякова в Шымкенте, музыкальная школа в Шаульдире[1].
- В 1991 году снят документальный фильм о Каялдакове «Жылдарым менім, жырларым менім» (реж. Тилеген Ахметов)[1].
- В 2019 году в Алма-Ате был открыт памятник Шамши Калдаякову[12].

## Семья
Супруга — Жамиля Калдаякова. Оба сына стали музыкантами: старший Мухтар — дирижёр ГАТОБ имени Абая, младший Шалқар — пианист.

## Интересные факты
- Первый секретарь ЦК компартии Казахской ССР Динмухамед Кунаев узнал о существовании Калдаякова от президента Шарля де Голля во время официального визита во Францию в 1969 году. Вернувшись домой, он распорядился найти композитора и вскоре вручил ему ключи от трёхкомнатной квартиры в новом доме на престижном проспекте Ленина[13].
- В дни декабрьских событий 1986 года молодёжь на площади пела его патриотическую песню «Менің Қазақстаным» («Мой Казахстан»).
- В 1992 году, когда в Шымкенте проходил первый конкурс песен имени Шамши Калдаякова, главный призом был живой верблюд, а в 2010 году Гран-При в Астане составил уже миллион тенге ($7000).